# Liste der Biografien/Ht
Liste der Biografien |
Portal Biografien |
Personensuche
# |
A |
B |
C |
D |
E |
F |
G |
H |
I |
J |
K |
L |
M |
N |
O |
P |
Q |
R |
S |
T |
U |
V |
W |
X |
Y |
Z |
?
 
Ha |
Hd |
He |
Hi |
Hj |
Hk |
Hl |
Hm |
Hn |
Ho |
Hr |
Hs |
Ht |
Hu |
Hv |
Hw |
Hy
Die Liste der Biografien führt alle Personen auf, die in der deutschsprachigen Wikipedia einen Artikel haben. Dieses ist eine Teilliste mit 4 Einträgen von Personen, deren Namen mit den Buchstaben „Ht“ beginnt.

## Ht

### Hte
- Htet Phyo Wai (* 2000), myanmarischer Fußballspieler

### Hti
- Htin Kyaw (* 1946), myanmarischer Politiker, Staatspräsident von MyanmarHtin Kyaw (* 1946)

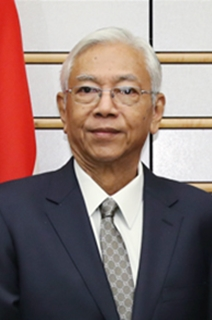
Htin Kyaw (* 1946)

### Hto
- Htoo, Johnny (* 1987), burmesischer ehemaliger Kindersoldat
- Htoo, Luther (* 1987), burmesischer ehemaliger Kindersoldat